# Aire urbaine d'Épinal
L'aire urbaine d'Épinal est une aire urbaine française centrée sur l'unité urbaine d'Épinal. Composée de 75 communes, elle comptait 93 863 habitants en 2012.

## Caractéristiques en 1999
D'après la définition qu'en donne l'INSEE, l'aire urbaine d'Épinal est composée de 63 communes, situées dans les Vosges
. Ses 93 841 habitants font d'elle la 86e aire urbaine de France.
11 communes de l'aire urbaine sont des pôles urbains.
Le tableau suivant détaille la répartition de l'aire urbaine sur le département (les pourcentages s'entendent en proportion du département) :
| Département | Communes | Communes (%) | Superficie (km²) | Superficie (%) | Population (2011) | Population (%) |
| ----------- | -------- | ------------ | ---------------- | -------------- | ----------------- | -------------- |
| Vosges      | 63       | 12,2         | 723,85           | 12,3           | 93 841            | 23,5           |

L'aire urbaine d'Épinal est rattachée à l'espace urbain Est.